# Mikhaïl Mizintsev
Mikhaïl Ievguenievitch Mizintsev (en russe : Михаил Евгеньевич Мизинцев), né le 10 septembre 1962 dans le village d'Averinskaïa de l'oblast de Vologda (URSS), est un général russe actuellement à la tête du Centre de gestion de la défense nationale depuis 2014. Il est élevé au grade de colonel général en 2017.

## Carrière
Il naît dans un village du raïon de Siamja dans l'oblast de Vologda et poursuit ses études à l'académie militaire Souvorov de Kalinine dont il sort diplômé en 1980, puis de 1980 à 1984 à  l'école supérieure de commandement interarmes Frounzé de Kiev en République socialiste soviétique d'Ukraine. De 1984 à 1989, il est commandant d'un peloton de reconnaissance, commandant d'une compagnie de reconnaissance d'un régiment de chars d'une division de chars du Groupement des forces armées soviétiques en Allemagne; puis dans le groupe de forces de l'Ouest de 1989 à 1990, comme chef d'état-major-commandant adjoint du bataillon de reconnaissance de la division de chars de l'armée interarmes. De 1990 à 1991, il est chef de reconnaissance d'un régiment de fusiliers motorisés d'une division de fusiliers motorisés de l'armée interarmes; après la chute de l'URSS, il est de 1991 à 1993 commandant d'un bataillon de fusiliers motorisés (de montagne) d'un régiment de fusiliers motorisés dans le district militaire transcaucasien.
De 1993 à 1996, il étudie à l'académie militaire Frounzé. Après avoir été diplômé de l'académie, il est de 1996 à 2001 officier supérieur-opérateur de la direction opérationnelle principale de l'État-Major général des Forces armées de la fédération de Russie. De 1996 à 2001, Mizintsev est officier supérieur opérateur à la direction du département opérationnel de l'État-Major. De 2001 à 2003, il est auditeur à l'académie militaire de l'État-Major. De 2003 à 2007, il est commandant de groupe à la direction opérationnelle principale de l'État-Major. De 2007 à 2010, il est chef de la direction des opérations - chef d'état-major adjoint du district militaire de Moscou; de 2010 à 2011, chef de la direction des opérations - chef d'état-major adjoint du district militaire du Caucase du Nord; de 2011 à 2012 chef des opérations direction - chef d'état-major adjoint du district militaire sud.
En août 2012, Mizintsev est nommé chef du poste de commandement central de l'État-Major général des forces armées de la fédération de Russie. Le 22 février 2014, il est élevé au grade de lieutenant-général. Après la création du centre national de contrôle de la défense de la fédération de Russie en décembre 2014, il en devient le chef. Après le début de l'intervention militaire de la Russie en Syrie, il dirige le siège de coordination interministériel de la fédération de Russie pour le retour des réfugiés sur le territoire de la République arabe syrienne.
Il prend part à l'invasion de l'Ukraine par la Russie en 2022, dite « opération militaire spéciale ». Le 31 mars 2022, Mizintsev est inclus dans la liste des personnalités russes touchées par les sanctions énoncées par le gouvernement du Royaume-Uni.
Il est nommé le 24 septembre 2022 vice-ministre russe de la Défense, chargé du ravitaillement matériel et technique des forces armées russes, remplaçant Dmitri Boulgakov. Il est lui même remplacé à ce poste le 30 avril 2023 par Alexeï Kouzmenkov.
Après son départ de vice-ministre russe de la Défense, il rejoint le groupe paramilitaire Wagner.

## Crimes de guerre
Il a été surnommé le « boucher de Marioupol » par les Ukrainiens et leurs alliés américains en raison de ses tactiques militaires lors de l'invasion russe de l'Ukraine en 2022, où il a été accusé par la presse anglophone, tchèque et ukrainienne, etc. d'attaques contre des civils,, notamment pour avoir ordonné le bombardement d'un hôpital pour enfants et du théâtre dramatique, où plus de 1000 civils s'abritaient à l'époque.
Il est accusé d'avoir utilisé les mêmes tactiques brutales dans la guerre civile syrienne en 2016, qui ont conduit à la chute de la ville d'Alep.
Selon l'avocate ukrainienne des droits de l'homme Oleksandra Matviïtchouk, il devrait être tenu responsable de ces crimes de guerre devant la Cour pénale internationale de La Haye.